# Dopasia buettikoferi
Dopasia buettikoferi är en ödleart som beskrevs av  Lidth De Jeude 1905. Dopasia buettikoferi ingår i släktet Dopasia och familjen kopparödlor. Inga underarter finns listade i Catalogue of Life. Artepitet i det vetenskapliga namnet hedrar zoologen J. Büttikofer som var aktiv på Borneo.
Denna ödla förekommer i olika bergstrakter på Borneo. Den lever mellan 300 och 1600 meter över havet. Individerna vistas i fuktiga skogar och de gräver delvis i marken. De är dagaktiva och har insekter som föda. Troligtvis äts även kadaver. Honor lägger ägg.
Begränsade populationer hotas av landskapsförändringar. Stora delar av utbredningsområdet är skyddszoner. IUCN kategoriserar arten globalt som livskraftig.